# Eric Maes
Eric Maes (21 luglio 1954) è un ex calciatore ed ex giocatore di calcio a 5 belga.

## Carriera
Con la nazionale maschile di calcio a 5 del Belgio ha disputato il FIFA Futsal World Championship 1989 nel quale i diavoli rossi hanno raggiunto il quarto posto finale, venendo sconfitti nella finalina dagli Stati Uniti. In totale, Maes ha disputato 12 incontri con la nazionale, realizzando 7 reti.

## Palmarès
- Coppa del Belgio: 1

Thor Waterschei: 1981-1982